# Hidroelektrarna Feistritz-Ludmannsdorf
Hidroelektrarna Feistritz-Ludmannsdorf (izvirno nemško  Kraftwerksanlage Feistritz-Ludmannsdorf) je ena izmed hidroelektrarn v Avstriji na reki Dravi v lasti podjetja Verbund Austrian Hydro Power.
Gradili so jo od leta 1965 do leta 1968. Moč elektrarne je 88 MW in na leto proizvede 354 milijona kWh.